# Швейцарская школа джаза
Швейцарская школа джаза (Swiss Jazz School) — первая автономная джазовая школа в Европе, основанная в 1967 году в городе Берн и предлагавшая полноценную учебную программу по джазу. В настоящее время школа разделена на два отдела: в то время как общеобразовательный отдел предлагает полу-профессиональное образование в области джаза (и ряда стилей, связанных с джазом), университетский факультет позволяет получить степень бакалавра (при успешном окончании трехлетней программы), за которой может последовать двухлетняя программа магистра в области преподавания джаза.